# Eifgenburg

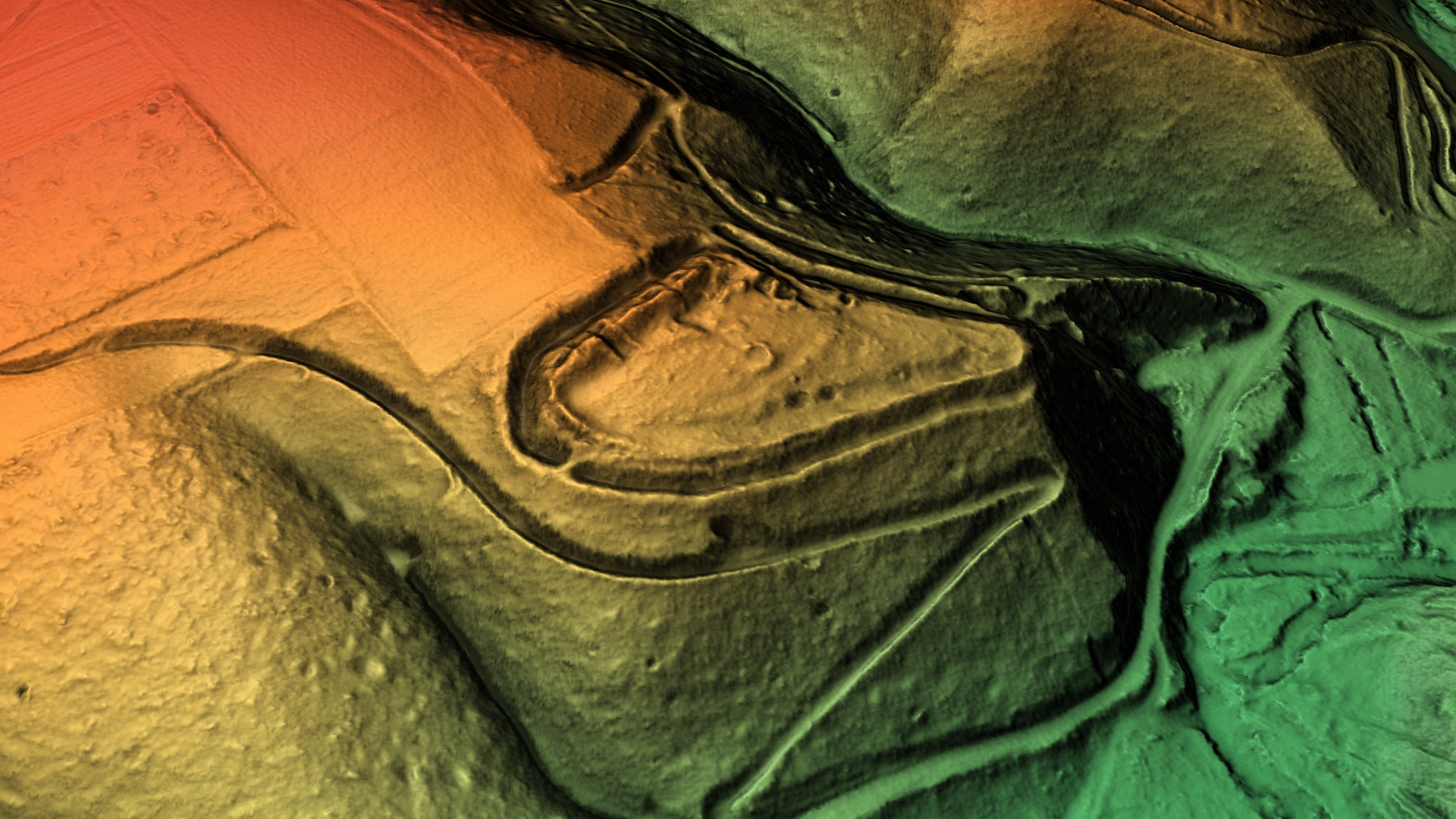
3D-Ansicht des digitalen Geländemodells

Die Eifgenburg ist eine ehemalige Hangburg und heute ein Bodendenkmal in Burscheid.

## Beschreibung

### Örtlichkeit
Am rechten Ufer des Eifgenbachs liegt die Eifgenburg östlich von der Ortschaft Sträßchen auf einem länglichen Bergvorsprung mit steilem Abfall zum Eifgenbachtal und zu zwei Siefen, die sich in das Tal hinab öffnen. Hier befindet sie sich an einer hervorragend geschützten Stelle in einem dichten Laubwald. Das Gelände geht nach Nordwesten in ein langsam ansteigendes Gelände über.

### Relikte
Spärliche Scherbenfunde lassen darauf schließen, dass es sich um eine frühmittelalterliche Befestigungsanlage aus dem 9. Jahrhundert handelt. Ein stattlicher Schildwall mit breitem vorgelagertem Graben findet sich an der ungeschützten Nordwestseite. Der Graben läuft vor den Steilkanten aus. Der Wall wird zu einer Kante im Gelände. Es handelt sich um einen fast dreieckigen Raum mit einer Größe von etwa 50 × 140 Meter. Man erkennt darin die Reste eines Turms und eines Kellers. Bei einer Ausgrabung hat man an der Nordwestseite einen Spitzgraben, eine breite Berme und eine kompliziert gebaute Mauer aus einer 1,5 Meter breiten Mörtelmauer an der Frontseite und dahinter eine Holz-Erde-Konstruktion gefunden. Diese Mauer biegt vor der Ostflanke um. Dadurch entsteht ein Tor mit übereinander greifenden Enden und einer drei Meter breiten Tordurchfahrt.

## Bodendenkmal
Die Eifgenburg ist unter Nr. 1 in die Liste der Bodendenkmäler in Burscheid eingetragen.